# قزكوفيد-ين
قَزكوفيد-ين (بالإنجليزية: QazCovid-in)‏ ويُعرف أيضًا باسم قَزفاك (بالإنجليزية: QazVac)‏؛ هو لقاح مرشح ضد مرض فيروس كورونا، يعمل «معهد البحوث لمشاكل السلامة البيولوجية» (بالإنجليزية: Research Institute for Biological Safety Problems)‏ في كازاخستان على تطويره وإنتاجه بتقنية اللقاحات الخاملة، وهو مخصص للإعطاء عن طريق الحقن العضلي.

## الأبحاث السريرية
يخضع اللقاح حاليًا للمرحلة الثالثة من التجارب السريرية، ومن المتوقع أن تكتمل المرحلة بالكامل بحلول 9 يوليو 2021. من غير الواضح متى ستُنشر النتائج الأولية الأولى للتجارب. ورغم ذلك، أعلنت الحكومة الكزاخية بأنها سوف تبدأ باستخدام اللقاح وإعطائه لعامة السكان بحلول نهاية أبريل 2021، وبرر المدير العام لمعهد الأبحاث «كونسولو زكريا» هذا القرار بقوله إن التجارب السريرية أثبتت فعالية تقارب 50%، وإن «الأشخاص الذين تلقوا لقاحنا يشعرون بتحسن ، ولم تكن هناك آثار جانبية، وفعالية اللقاح عالية» على حدِّ تعبيره.

## الإنتاج
يعكف «معهد البحوث لمشاكل السلامة البيولوجية» على إنتاج 50 ألف جرعة من اللقاح شهريًّا، وهذا هو مستوى سقف الإنتاج الذي وصل إليه المعهد بالإمكانيات التي لديه، وأعلن المعهد أن العدد سيتضعاف ليصل إلى 100 ألف جرعة شهريًّا بحلول يونيو 2021، بينما يعمل على التعاقد مع شركات من خارج كازاخستان لإنتاج نحو 500 إلى 600 ألف لقاح شهريًا.

## الاستخدام
تسلمت الحكومة الكزاخية الدفعة الأولى من اللقاح البالغة 50 ألف جرعة في 26 أبريل 2021، وجرى البدء بإعطائها للسكان في نفس اليوم.